# Acibenzolar
Acibenzolar ist eine chemische Verbindung, die als Fungizid eingesetzt wird. In der Europäischen Union und in der Schweiz ist es jedoch nicht als Pflanzenschutzwirkstoff zugelassen.
Verwandt mit Acibenzolar ist das Methyl-Derivat Acibenzolar-S-methyl (BTH). Nach der EU-Verordnung über Höchstgehalte an Pestizidrückständen in oder auf Lebens- und Futtermitteln pflanzlichen und tierischen Ursprungs dürfen nur 0,02 mg/kg von BTH in Eiern, Fleisch und Milchprodukten vorhanden sein.